# Genlisea glandulosissima
Genlisea glandulosissima ist eine fleischfressende Pflanzenart aus der Gattung der Reusenfallen in der Familie der Wasserschlauchgewächse (Lentibulariaceae). Sie ist in Zentralafrika heimisch. 

## Beschreibung
Genlisea glandulosissima ist eine vermutlich ausdauernde, krautige Pflanze. Die kahlen Laubblätter stehen in einer dichten bodenständigen Rosette, sind 10 bis 25 Millimeter lang und 4 bis 5 Millimeter breit, spatelförmig und am Ende stumpf. Die zahlreichen Fallen erreichen eine Länge von 30 bis 50 Millimeter.
Die aufrechte, unverzweigte Blütenstandsachse ist 6 bis 14 Zentimeter hoch, im Querschnitt kreisförmig, dicht mit lang- wie kurzgestielten Drüsen sowie nichtdrüsigen, in Reihen stehenden Haaren bedeckt, auch finden sich zahlreiche Schuppenblätter. Die Tragblätter sind eiförmig-lanzettlich, spitz zulaufend und erreichen eine Länge von rund 1,7 Millimeter, die Vorblätter sind lanzettlich und kürzer. Am Blütenstand stehen zehn bis zwanzig dichtstehende Blüten an aufrechten, 3 bis 5 Millimeter langen, während der Blüte weiterwachsenden und zur Frucht stark zurückgebogenen Blütenstielen, die dicht mit langgestielten Drüsen besetzt sind.
Der Kelch ist fünflappig und bis annähernd zum Ansatz geteilt, die einzelnen Lappen sind annähernd gleichgeformt, eiförmig länglich-rund, stumpf, bis zu 2 Millimeter lang und dicht mit langen Drüsenhaaren besetzt. Die Krone ist 6 bis 9 Millimeter lang, ihre Färbung reicht von Violett bis zu Purpur, der Schlund ist gelblich. Die bis zu 2,5 Millimeter lange und 2 Millimeter breite Oberlippe ist eiförmig länglich-rund und verjüngt sich zum oberen, gestutzten und gekerbten Ende hin, an der Außenseite ist sie dicht mit langen Drüsenhaaren besetzt. Die deutlich dreigelappte Unterlippe ist rund 2,2 Millimeter lang und 3 Millimeter breit. Der Sporn ist 3 bis 4 Millimeter lang, er ist dicht mit langen Drüsenhaaren besetzt. 
Die sichelförmigen Staubblätter sind rund einen Millimeter lang, der Fruchtknoten rund und dicht mit langgestielten Drüsen behaart, der Griffel ist kurz, die Narbe einlappig und halbkreisförmig. Die runde Kapselfrucht öffnet sich entlang länglicher Schlitze und hat einen Durchmesser von 2,5 bis 3 Millimeter und gibt zahlreiche, weniger als 1 Millimeter lange, eiförmige bis annähernd runde Samen frei.

## Verbreitung und Standort
Genlisea glandulosissima ist einheimisch in Sambia; sie wächst dort in dauernassen Torfmooren auf Eisenkrustenböden.

## Systematik und Botanische Geschichte
Die Erstbeschreibung erfolgte 1914 durch Robert Elias Fries anhand von im selben Jahr gesammelten Material. Als diagnostisches Merkmal dient die vollständige, dichte und drüsige Behaarung der Blütenstandsachse. Wie alle afrikanischen Arten gehört Genlisea angolensis innerhalb der Gattung in die Sektion Genlisea. 
Die Art wurde insgesamt nur sechs Mal gesammelt.

## Nachweise
- Eberhard Fischer, Stefan Porembski, Wilhelm Barthlott: Revision of the Genus Genlisea (Lentibulariaceae) in Africa and Madagascar with Notes on Ecology and Phytogeography. In: Nordic Journal of Botany. Bd. 20, Nr. 3, 2000, ISSN 0107-055X, S. 291–318, doi:10.1111/j.1756-1051.2000.tb00746.x.